# 小笠原長胤
小笠原 長胤（おがさわら ながたね）は、豊前国中津藩3代藩主。忠脩系小笠原家3代。藩財政を困窮させた暗君として知られている。

## 生涯
寛文8年（1668年）2月9日、初代藩主・小笠原長次の長男・長章の長男として江戸で生まれる。長章は元は世子であったが、病弱なために廃嫡され、長章の弟の長勝が家督を継いだ。長胤は長勝の娘婿となり、天和2年（1682年）から病気に倒れた長勝の政務代行を務め、12月に長勝が死去すると、天和3年（1683年）1月26日に家督を継いだ。12月4日に従五位下・修理大夫に叙位・任官する。
藩政面においては養父の行った悪政を正さんとし、貞享3年（1686年）に大規模な治水工事を行なった。これは確かに農業にとってはプラスに働いたが、工事による経費などの負担で藩財政の困窮を招いた。元禄2年（1689年）6月28日、第5代将軍・徳川綱吉の奥詰となる。元禄4年（1691年）には家臣の半知借り上げを行なった。そして弟の長宥に5000石を分与し、旗本時枝領を創設している。
しかし、次第に養父と同じような悪政を行なうようになり、元禄6年（1693年）には譜代家臣の丸山将監ら26人を追放し、新参の家臣を重用するようになる。また、運上を増税するなどして贅沢を極めるようになった。縁戚で上野国前橋藩主の酒井忠挙らはこれを諌めようとしていたが、のちに放棄している。先代から続く一連の悪政は幕府も見逃せなくなり、元禄11年（1698年）7月28日、悪政と乱行を理由にして幕命により改易に処され、本家の豊前小倉藩主・小笠原忠雄のもとに身柄を預けられた。
ただし先祖の忠脩らの功績を幕府より考慮されて、「祖先の勤労」により長胤・長宥の弟の長円が8万石から4万石に減封された上で家督を継ぐことを許された。
宝永6年（1709年）3月27日に配所でそのまま死去した。享年42。

## 系譜
- 父：小笠原長章（1637-1675）
- 母：水野忠職の娘
- 養父：小笠原長勝（1646-1682）
- 正室：緑英宗固大姉 - 小笠原長勝の娘
- 養子
  - 男子：小笠原長円（1676-1713） - 小笠原長章の五男